# Raúl Avilés
Ney Raúl Augusto Avilés Aguirre (Guayaquil, 17 febbraio 1964) è un ex calciatore ecuadoriano, di ruolo attaccante.

## Carriera

### Club
Ha giocato per il Barcelona SC e per l'Emelec per la maggior parte della sua carriera. Si è ritirato nel 2001 con la maglia del Santa Rita Vinces.

### Nazionale
Dal 1991 al 1999 ha fatto parte della nazionale ecuadoriana, giocandovi cinquantacinque partite, segnando sedici reti e partecipando a quattro edizioni della Copa América.

## Palmarès

### Club

#### Competizioni nazionali
- Campionato ecuadoriano: 2

Emelec: 1988
Barcelona SC: 1997